# أندي جريفيث
أندي جريفيث (بالإنجليزية: Andy Griffith)؛ (1 يونيو 1926 - 3 يوليو 2012)، ممثل وكاتب ومخرج ومنتج أفلام أمريكي.

## مواقع خارجية
- أندي جريفيث على موقع IMDb (الإنجليزية)
- أندي جريفيث على موقع الموسوعة البريطانية (الإنجليزية)
- أندي جريفيث على موقع روتن توميتوز (الإنجليزية)
- أندي جريفيث على موقع ألو سيني (الفرنسية)
- أندي جريفيث على موقع ميوزك برينز (الإنجليزية)
- أندي جريفيث على موقع تيرنر كلاسيك موفيز (الإنجليزية)
- أندي جريفيث على موقع أول موفي (الإنجليزية)
- أندي جريفيث على موقع قاعدة بيانات برودواي على الإنترنت (الإنجليزية)
- أندي جريفيث على موقع قاعدة بيانات الأفلام السويدية (السويدية)
- أندي جريفيث على موقع إن إن دي بي (الإنجليزية)